# Peninsula Balcanică
Balcani,  constând în principal din Peninsula Balcanică, este o denumire istorică și geografică folosită pentru a descrie Europa de Sud-Est. Regiunea are aproximativ 550.000 km² și o populație de circa 75 de milioane de oameni.
Numele regiunii provine de la Munții Balcani, care încep din răsăritul Serbiei și traversează centrul Bulgariei. 

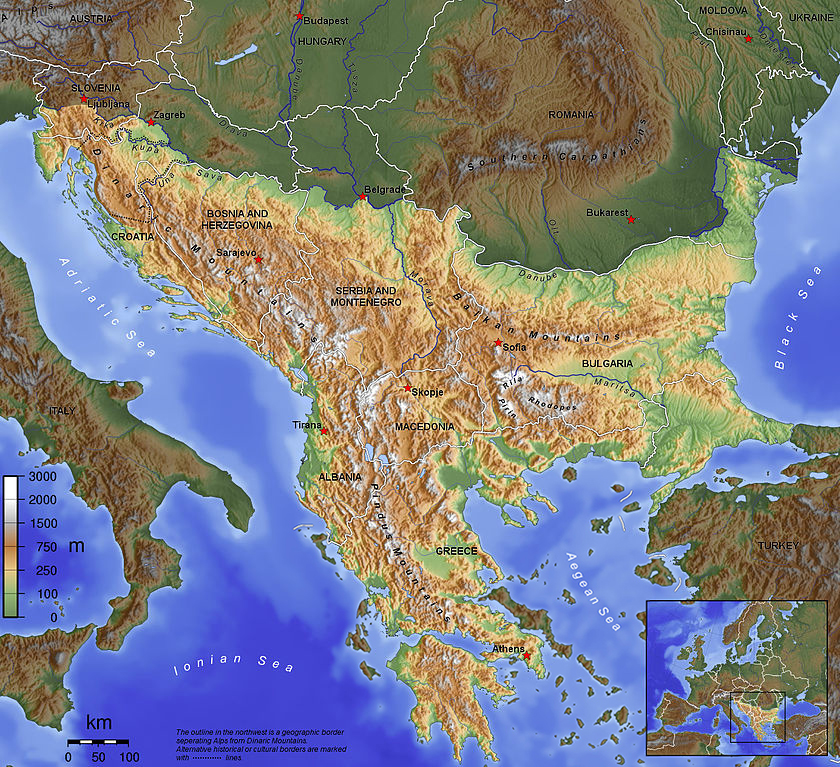
Peninsula Balcanică (așa cum este definită de linia Dunăre-Sava-Kupa)

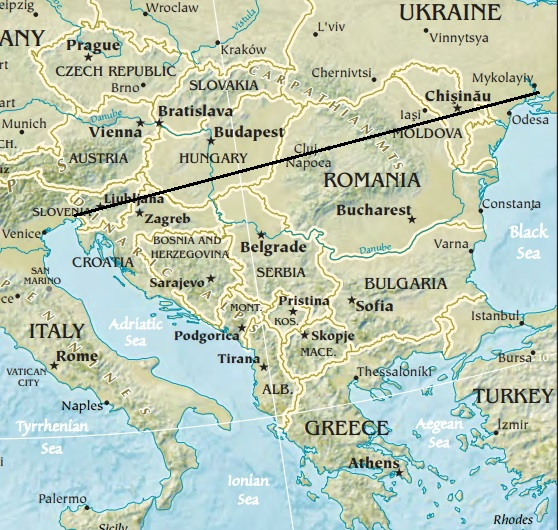
Peninsula Balcanică, definită ca zona delimitată la vest de Marea Adriatică și la est de Marea Neagră

## Definiție și delimitare
În general, se consideră că țările care fac parte din Peninsula Balcanică sunt:
- Albania 100%
- Bosnia și Herțegovina 100%
- Bulgaria 100%
- Grecia 100%
- Muntenegru 100%
- Republica Macedonia de Nord 100%
- Kosovo 100%
- Serbia 73%

- Croația 49%
- Slovenia 26%
- România 5% (doar Dobrogea, Insula Mică a Brăilei si Insula Mare a Brăilei)
- Turcia 5%, (partea europeană) numită uneori Rumelia sau Tracia Răsăriteană.

Limita nordică a peninsulei Balcanice este considerată în general a fi linia formată de Dunăre, râurile Sava și Kupa și un segment care unește izvoarele râului Kupa cu Golful Kvarner. Balcanii sunt, în general, considerați o regiune extinsă, care include toate țările cu teritoriu pe Peninsula Balcanică. Uneori, această regiune cuprinde și Republica Moldova și Ungaria, datorită unor factori culturali și istorici.”
Mai există însă și alte definiții ale limitei nordice a Balcanilor:
- linia râurilor Krka – Vipava – marginea nordică a golfului Trieste;
- linia Nistru – Timișoara – Zagreb – munții Triglav;
- linia râului Sava – Ljubljansko polje – râul Idrijca – râul Soča.
- linia Trieste - Odessa reprezentând linia care unește punctele situate cel mai la nord în Marea Adriatică și Marea Neagră [1]

Cea mai utilizată graniță a peninsulei este aceea a liniei Dunăre-Sava-Kupa. Ea este hotărâtă în mod arbitrar, dar poate fi ușor recunoscută pe hartă. Această limită este justificată din punct de vedere istoric: regiunea astfel definită (plus România, dar excluzând Muntenegru, Dalmația și Insulele Ionice) a aparținut, sau s-a aflat sub influența Imperiului Otoman, începând cu sfârșitul secolului al XV-lea și până la sfârșitul secolului al XIX-lea. Râul Kupa formează o graniță naturală între Slovenia de sud-est și Croația, Sava împarte în două Croația și Serbia, iar Dunărea, care este al doilea fluviu ca lungime din Europa (după Volga), formează o graniță naturală între Bulgaria, Serbia și România. La nord de această linie se află regiunile geografice Câmpia Panonică și Munții Carpați.
Din punct de vedere geografic, Peninsula Balcanică în trei regiuni: cea vestică, pindo-dinarică sau adriatică; cea centrală străbătută de văile râurilor Vardar și Morava; și cea estică, așa-numit „pontică”, delimitată de Dunăre, Marea Neagră și Munții Rodopi. Prima regiune este străbătută și fărâmițată de lanțurile muntoase ale Alpilor Dinarici și ale Munților Pind, ceea ce a determinat o fărâmițare etnică a comunităților care s-au stabilit în văile sale adânci intramontane. Zona centrală, a cărei axă este constituită din văile râurilor Vardar și Morava, face legătura dintre Dunăre și Marea Egee și s-a constituit de-a lungul istoriei în placa turnantă a tuturor stăpânirilor imperiale asupra întregului spațiu balcanic. Spațiul oriental al Peninsulei Balcanice este străbătut de râurile Marița și Tundja; el cuprinde întinsa și fertila câmpie a Traciei și are ieșire la Marea Neagră, golfurile litoralului vest-pontic fiind propice  navigației maritime între Bosfor și gurile Dunării.

## Istoria conceptului
Termenul Peninsula Balcanică este o creație a secolului al XIX-lea. De-a lungul Evului Mediu și al Epocii Moderne timpurii, cuvântul turcesc balkan a fost menționat de către călători ca sinonim pentru termenul antic Haemus. Abia în anul 1808, August Zeune a creat termenul, greșit din punct de vedere geografic, de Peninsula Balcanică. Termenul este inexact pentru că face referire la un masiv muntos care nu acoperă decât o mică parte a suprafeței peninsulei. De-a lungul timpului s-au purtat numeroase discuții cu privire la delimitarea peninsulei, atât din punct de vedere geografic, cât și din punct de vedere cultural. Geograful sârb Jovan Cvijić a stabilit următoarele granițe ale peninsulei: limita nordică este situată pe fluviul Dunărea și pe râul Sava, iar în nord-vest, spațiul balcanic este delimitat de râul Soča (Isonzo). Aceeași limită nordică pe Dunăre și Sava este admisă și de către geograful Traian Stoianoch, care precizează ca limitele geografice au fost depășite de „unele culturi balcanice, care s-au situat la interferența cu spațiile de stepă”. 
Spațiul sud-est european conține două arii culturale, pe care istoricul Răzvan Theodorescu le-a numit „coridoare culturale”. Pe ele au circulat, de la sud spre nord, bunuri, idei, invenții, militari, oameni de cultură, „fermenți de civilizație feluriți ce au legat între ele, cu intensități și consecințe diferite, Bizanțul, Bulgaria, Serbia, Ungaria, lumea dalmată, polono-lituaniană și micro-asiatică într-un complex cultural viu și activ ce a cuprins în secolele X-XIV și acele nuclee de viață politică și culturală ale românilor”.

## Cultură
Din denumirea de Peninsula Balcanică au derivat conceptele de balcanism și balcanizare, cărora le-au atribuite semnificații negative, devenind sinonime cu agresivitate, tribalism, superficialitate, autoritarism, sălbăticie. În circa două sute de ani termenul de balcanism a devenit o categorie fundamentală de analiză pentru mai multe științe, pentru istorie, geografie, lingvistică, studii culturale, politologie, geopolitică etc.
În secolul al XVIII-lea putem identifica primele încercări de a contura un profil identitar al acestei regiuni. Cei doi termeni, balcani și balcanism, nu erau încă inventați. Călătorii, mai ales cei occidentali, care străbăteau acest spațiu pentru a ajunge la Constantinopol aveau o serie de informații mai ales despre Grecia antică și despre Bizanț. Cei mai mulți dintre ei considerau Dunărea ca o graniță între Europa și Orient. Imperiul Otoman, în ciuda faptului că înglobase întinse teritorii europene și creștine în cadrul granițelor sale, era identificat ca non-european. Influența tot mai accentuată a lumii balcano-otomane asupra spațiului românesc a determinat o schimbare majoră a percepției despre Țările Române astfel încât la sfârșitul secolului al XVIII-lea, Țara Românească și Moldova „pentru călătorul apusean, însemna intrarea în Turcia - sau dacă venea dinspre răsărit însemna că nu a ieșit încă din Turcia”. 
Un secol mai târziu, regiunea începea să fie denumită Peninsula Balcanică. În ultimele două decenii ale secolului al XIX-lea termenul geografic capătă o conotație politică și identitară ce se va accentua în secolul XX, când devine dominantă și preponderent negativă, până la transformarea  în prejudecată. Impactul modului de gândire occidental a fost atât de mare încât statutul de țară balcanică a fost perceput în termeni depreciativi nu doar de către vestici, ci și de către locuitorii care aparțin acestui spațiu geografic: „În regiune se spune că Balcanii sunt în altă parte, întotdeauna la sud-est de unde te afli până când, de pe malurile Bosforului, se zărește Asia dincolo de ape [...] Balcanizarea Balcanilor continuă să se producă tocmai pentru că balcan se referă întotdeauna la altcineva și nu la noi înșine”. 
A existat întotdeauna o descriere geografică tradițională care a vizat relieful, clima, hidrografia acestui spațiu, dar a existat aproape simultan și o componentă ideologică a ceea ce a fost botezat cu denumirea de Peninsula Balcanică. Ca și în cazul Orientului și în acela al Balcanilor a fost creată o geografie simbolică prin care se înțeleg o serie de de reprezentări ideologice ale spațiului terestru, devenit spațiu cultural și tărâm al imaginarului. Valorile geografiei simbolice au fost fixate în Occident și au conferit, de la început, conceptului de balcanism o conotație negativă și frustrantă. Adjectivul „balcanic” este încărcat cu o multitudine de sensuri, cele mai multe negative: sălbatic, incult, violent, dezordonat, dezorganizat, bârfitor, toate acestea intră în aria semantică a termenului și îl definesc. Antonimul său este „european”, înscriindu-se astfel în șirul de opoziții pe care acest termen le-a acumulat de-a lungul istoriei: european-barbar, european-asiatic, european-oriental, european-păgân, european-necivilizat etc. 
Edward Said, într-o lucrare de referință a studiilor despre orientalism, a formulat opinia conform căreia Occidentul a demonizat și a demonetizat spațiile răsăritene și sudice, considerate înapoiate, nesigure, instabile, în raport cu ordinea occidentală, și a indus o imagine schematică și nivelatoare a spațiului oriental. Said a pus aceste reprezentări ideologice pe seama atitudinii dominatoare a Occidentului, care trebuia să găsească justificări ale politicii coloniale. Cuvântul Europa și familia lui semnificativă devin, în majoritatea scrierilor, începând cu perioada iluministă, sinonime pentru civilizație, progres și bunăstare, cu perioada iluministă, sinonime pentru civilizație, progres și bunăstare, un model ideal al umanității în raport cu care se stabilește „normalitatea” celorlalți.  Acest tip de altitudine a societăților occidentale (incluzând și extensiile lor de dincolo de Atlantic) a generat de-a lungul timpului denumiri ca Europa Centrală sau Europa de Sud-Est, Balcani, denumiri care nu sunt doar spații geografice, ci și arii culturale care au asociat un imaginar bogat, preponderent devalorizant. 
Conceptul de balcanism s-a format prin acumulări succesive timp de o sută de ani. Momentul în care și-a început „cariera” internațională și din care pătrunde mai ales în conștiința europeană poate fi plasat în perioada Războaielor Balcanice (1912-1913). După Primul Război Mondial, în perioada balcanică, conceptul inițial s-a îmbogățit prin adăugarea unor detalii, care nu au reușit să schimbe percepția inițială negativă, dimpotrivă, a întărit-o prin acumularea de prejudecăți.  
Balcanismul poate fi considerat înainte de toate o atitudine morală; dincolo de aspectele negative atribuite mentalități balcanice, aceasta s-a transformat într-un filon de inspirație inepuizabil pentru oamenii de cultură din acest areal. Balcanismul artistic începe acolo unde reticența față de realitate dispare și faptul de a fi „la porțile Orientului este asumat cu toate implicațiile sale și transformat în act artistic. În lucrarea „Istoria literaturii române de la origini până în prezent, George Călinescu descrie balcanismul astfel: „un amestec gras de expresii măscăroase, de impulsuri lascive, de conștiință a unei vieți aventuroase și tulburi, totul purificat și văzut mai de sus de o inteligență superioară”. 
Spiritului balcanic i-au fost atribuite pe lângă ortodoxia sa tradițională o întreagă serie de atribute cu sens negativ: noneuropenismul, levantinismul, atitudinea retardantă, însă el trebuie înțeles ca un mod specific de a vedea lumea, o formulă culturală, altfel decât cea a Europei de Vest, dar cu o tradiție la fel de bogată: „Noi avem în mentalitatea noastră valahă un anumit piper balcanic, o anumită savoare și relativizare a comportamentelor”. 
Apariția unei mentalități specifice, denumită mai târziu balcanică, s-a datorat existenței a doi factori decisivi: unitatea culturală a unui sistem de învățământ în limba greacă, bazat pe un patrimoniu cultural comun creștinilor ortodocși și unitatea politico-administrativă instaurată în regiune de către Imperiul Otoman. Mentalitatea balcanică s-a conturat în perioada lungă a stăpânirii otomane. Folosirea pe scară largă a limbii grecești ca limbă de cultură, dar și ca mijloc de comunicare în mediul politic-economic al Balcanilor a determinat apariția unei culturi post-bizantine cu trăsături comune.  
Odată cu secolele XVIII-XIX, popoarele balcanice au demarat procesul construirii propriilor identități. Cea mai utilizată metodă a fost întoarcerea spre trecut: unii și-au căutat rădăcinile în cultura bizantină, alții în gloria țaratelor sud-slave sau în epopei naționale cum este de exemplu cea a lui Skandenberg. Cazul cărturarilor români este deosebit, fiindcă pentru ei întoarcerea spre trecut a însemnat descoperirea latinității, fără a renunța la moștenirea bizantină care a trecut mai ales în plan religios. În ciuda unității confesionale cu spațiul balcanic, originea latină i-a determinat pe români să se simtă mult mai apropiați de Occidentul latin decât celelalte popoare din Balcani. Apropierea culturală de Europa Occidentală a dus la dezvoltarea conștiinței naționale, aceasta putând fi influențată și de faptul că cele trei regiuni locuite de către români erau administrate de mariile imperii ale secolelor XVIII-XIX (otoman, habsburgic, rus). 
Lumea balcanică poate fi caracterizată ca o îmbinare, nu lipsită de tensiune, între modul de viață tradițional și „importul” unor instituții și moravuri occidentale, amestec care conferă originalitate civilizației balcanice și mentalități pe care o formează. Există caracteristici ale mentalității balcanice care aparțin „duratei lungi a istoriei”, pe care le regăsim indiferent de regimul politic instaurat în regiune. Chiar și discursul comunist totalitar impus de URSS nu a reușit să acopere sau să înlăture straturile profunde ale culturii zonale. O trăsătură definitorie a omului balcanic este capacitatea de negociere. Mentalitatea balcanică se manifestă la nivel individual prin existența unui anumit subiect de tip și de personaj pe care specialiști din țările peninsulei îl numesc homo balcanicus. Un personaj caracteristic al lumii balcanice este Mitică al lui Ion Luca Caragiale, dar și al unui fel de a fi care combină ironia, spiritul volubil, cu critica excesivă. Mitică este bârfitor, lichea, intrigant limbut, generos, zăpăcit, oriental iubitor de zgomot verbal cu orice preț.

## Natura și bogățiile naturale

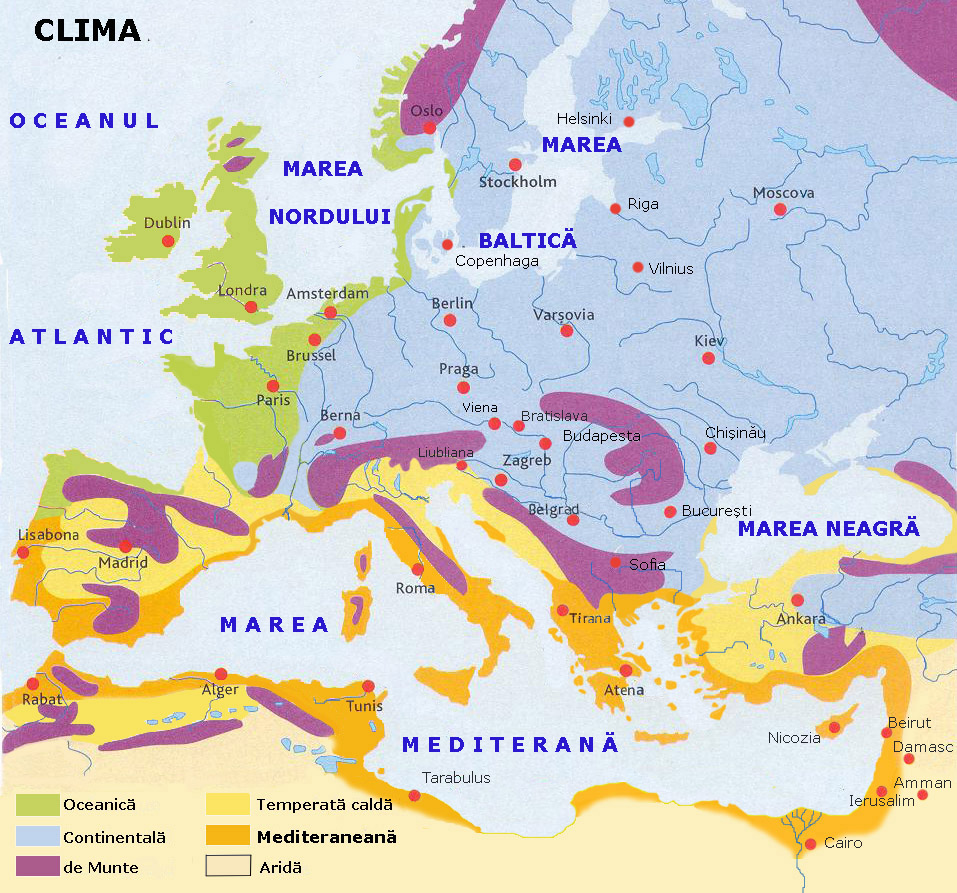
Clima în Peninsula Balcanică

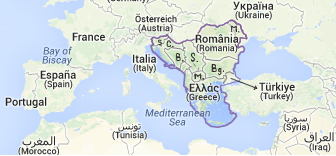
Țările balcanice, după definiția culturală (vezi Uniunea lingvistică balcanică).

Cea mai mare parte a zonei este acoperită de munți, care se întind de la sud-vest la nord-est. Cei mai importa
Odatăpnia și munții Pindului, care se întind din sudul Albaniei până în centrul Greciei. În Bulgaria, lanțurile muntoase se întind de la est la vest: Munții Balcani și Munții Rodopi. Cel mai înalt este vârful Musala (2925 m) din Munții Rila în sud-vestul Bulgariei.
În zona litorală a Mării Adriatice și Mării Egee, climatul este mediteranean. În zona litorală a Mării Negre, climatul este temperat-maritim și umed subtropicale. În interior climatul este temperat-continental.
În nordul peninsulei și în zona muntoasă, iernile sunt reci și cu multă zăpadă, în vreme ce verile sunt calde și secetoase. În partea sudică, iernile sunt blânde.
De-a lungul secolelor, numeroase păduri au fost tăiate, fiind înlocuite de tufișuri și arbuști. În partea litoralului sudic există vegetație verde tot timpul anului. Mai există păduri tipice pentru Europa Centrală (stejari, fagi, iar în munți, molizi, brazi și pini). Limita climaterică a pădurilor urcă până la 1.800 – 2.300 m.
Solurile sunt în general de slabă calitate, existând doar câteva câmpii cu vegetație bogată, soluri fertile, veri calde, bune pentru agricultură. În cea mai mare parte însă, cultivarea pământului nu aduce beneficii, datorită barierei munților, a verilor călduroase și a solurilor sărace, deși există livezi de măslini și plantații de vița-de-vie care prosperă.
Resursele de minereuri sunt sărace. Există câteva zăcăminte de cărbune, în special în Bulgaria, Serbia și Bosnia. Zăcămintele de lignit sunt ceva mai bogate. Petrolul este întâlnit în câteva zăcăminte mici în Serbia, Croația și Albania. De asemenea, zăcămintele de gaze naturale sunt rare. Pentru obținerea energiei electrice se folosesc pe scară largă hidrocentralele.
În zonă, zăcămintele de fier sunt rare, dar, în unele țări, se găsesc cantități mari de cupru, zinc, cositor, crom, mangan, magneziu și bauxită, suficiente pentru export.

## Istorie și însemnătate geopolitică

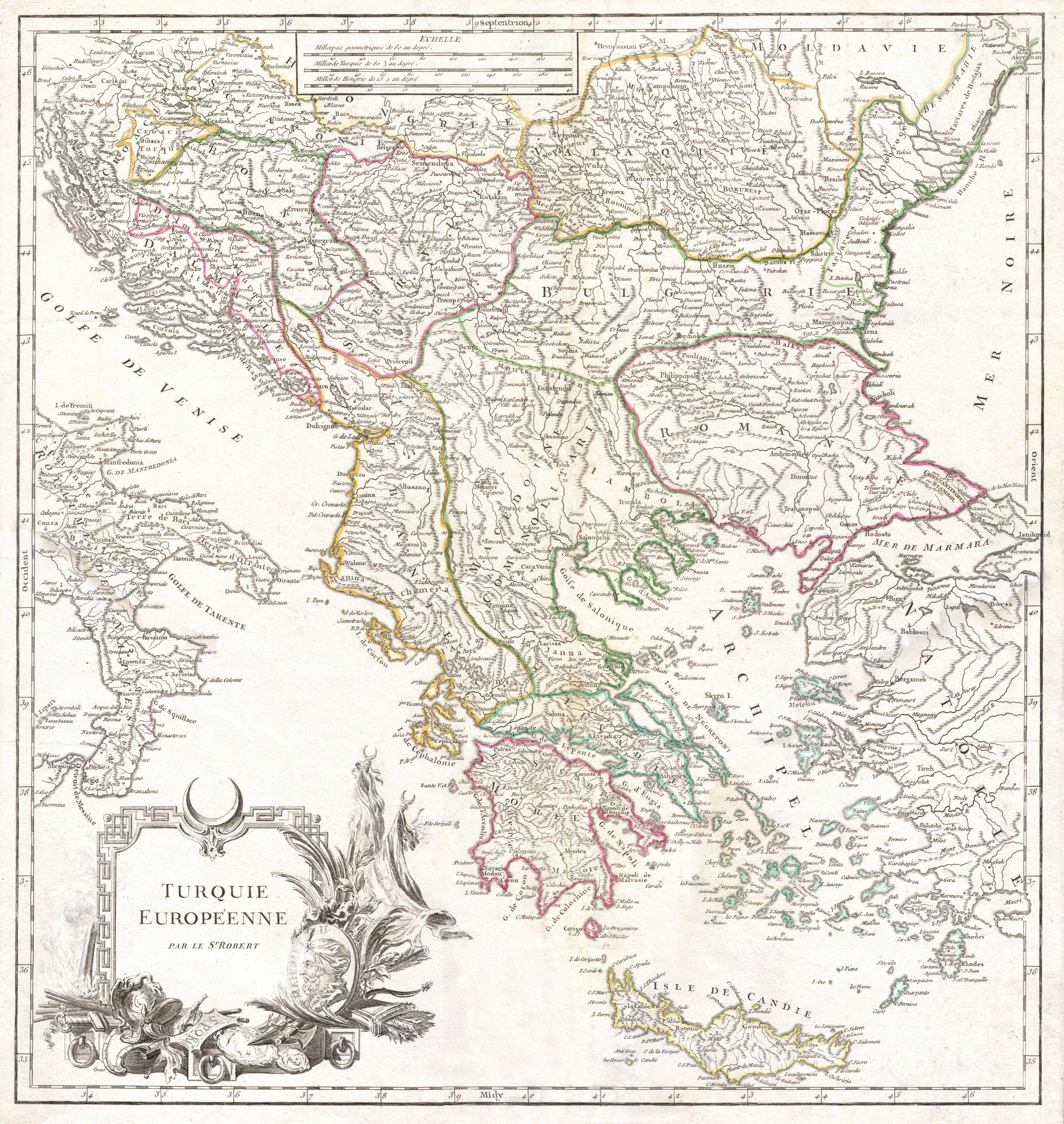
Peninsula Balcanică în 1752

Regiunea balcanică a fost prima zonă a Europei în care a început să se cultive pământul în neolitic. Practicile cultivării grânelor și a creșterii turmelor de animale au fost aduse în Balcani din Orientul Mijlociu prin Anatolia și s-au întins către vest și nord, în Panonia și Europa Centrală.
În antichitatea pre-clasică și antichitatea clasică, regiunea a fost locuită de greci, iliri, paioni, traci și alte grupuri antice. Regiunea a fost cucerită mai târziu de Imperiul Roman, cultura romană și limba latină impunându-se în zonă, în condițiile în care o bună parte a rămas sub influența elină. În timpul evului mediu, Balcanii au devenit teatrul de luptă dintre bizantini, bulgari și sârbi, fiecare încercând să obțină controlul asupra acestei regiuni cheie.
Până la sfârșitul secolului al XVI-lea, Imperiul Otoman a devenit forța stăpânitoare în zonă, deși leagănul puterii turcești se afla în Anatolia. În ultimii 550 de ani, datorită frecventelor războaie otomane în Europa duse în această zonă dar și datorită izolării Imperiului Otoman față de curentul principal al dezvoltării economice, (reflectată prin schimbarea centrului de greutate politic și economic din Levant către Oceanul Atlantic), Balcanii au devenit partea cea mai slab dezvoltată a Europei.
Națiunile balcanice au început să-și recâștige independența în secolul al XIX-lea, iar în perioada 1912 – 1913, o alianța zonală, Liga Balcanică, a învins Turcia în războaiele balcanice, reducându-i teritoriul european la ceea ce este azi. Primul Război Mondial a izbucnit în 1914 datorită asasinării Arhiducelui Franz Ferdinand de Austria în Sarajevo, capitala Bosniei.
După Al Doilea Război Mondial, Uniunea Sovietică și comunismul au jucat un rol foarte important în Balcani. Pe timpul Războiului rece, cele mai multe țări ale regiunii au fost conduse de guverne pro-sovietice.
În ciuda faptului că aveau guverne comuniste, Republica Socialistă Federală Iugoslavia (în 1948) și Albania (în 1961) au ieșit din sfera de influență sovietică. Iugoslavia, condusă de Mareșalul Josip Broz Tito (1892–1980), după ce, la început, a propus, ca mai apoi să respingă unirea într-o federație a slavilor de sud cu Bulgaria, a căutat să strângă relațiile cu țările capitaliste vestice, ajungând, în cele din urmă, să se alăture mai multor țări din lumea a treia în Mișcarea de Nealiniere. Pe de altă parte, Albania s-a apropiat de Republica Populară Chineză, apoi, în cele din urmă a adoptat o poziție izolaționistă.
Singurele țări necomuniste din zonă erau Grecia și Turcia, care erau (și sunt și în ziua de azi) membre ale NATO.
La sfârșitul secolului trecut, regiunea a fost afectată de conflictul armat din republicile fostei Iugoslavii, care au avut ca rezultat intervenția forțelor NATO în Bosnia și Herțegovina, Kosovo și Republica Macedonia. Statutul regiunii Kosovo și a etnicilor albanezi au rămas probleme nerezolvate până în ziua de azi.
Țările balcanice controlează direct culoarul european terestru dintre Europa Occidentală și Asia de sud-vest (Asia Mică și Orientul Mijlociu). În zilele noastre, poate cu excepția Serbiei și a părții sârbe a Bosniei și Herțegovinei, țările balcanice au atitudini prietenoase față de UE și SUA.
Grecia este membru al UE din 1981, Slovenia și Cipru sunt din 2004, iar România și Bulgaria au devenit membre ale UE în 2007. Croația a devenit și ea membră a UE în 2013. Turcia a cerut să fie admisă în 1963, dar nici până azi negocierile nu au început, deși s-au semnat unele înțelegeri. Bulgaria, Slovenia și România au devenit membre NATO din 2004, iar Croația a devenit membră NATO în 2009,alături de Albania.
Toate celelalte țări și-au exprimat dorința să intre, în viitor, în UE.

## Populația și compoziția după criterii naționale și religioase

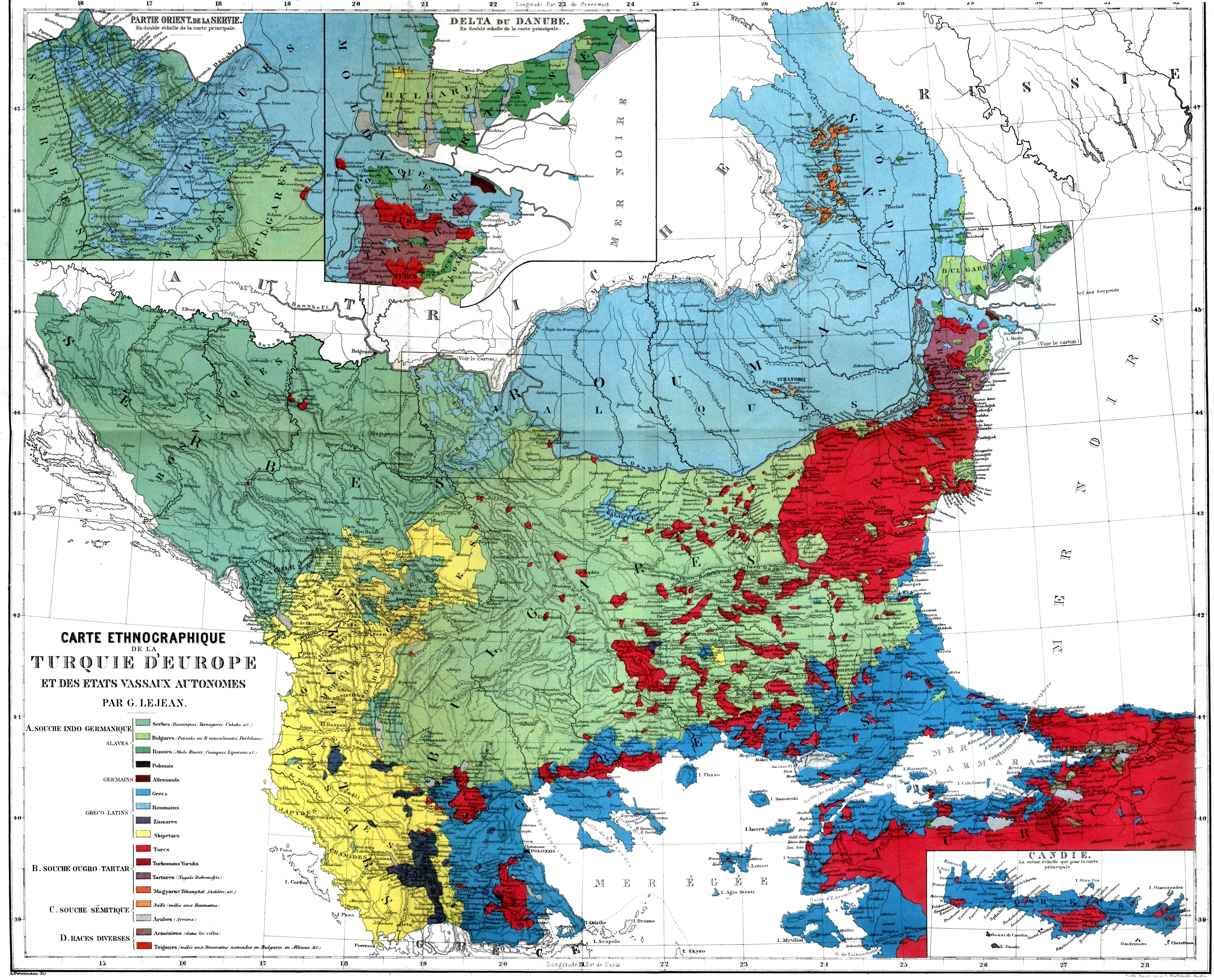
Harta etnică a Turciei Europene și a statelor vasale acesteia din anul 1861

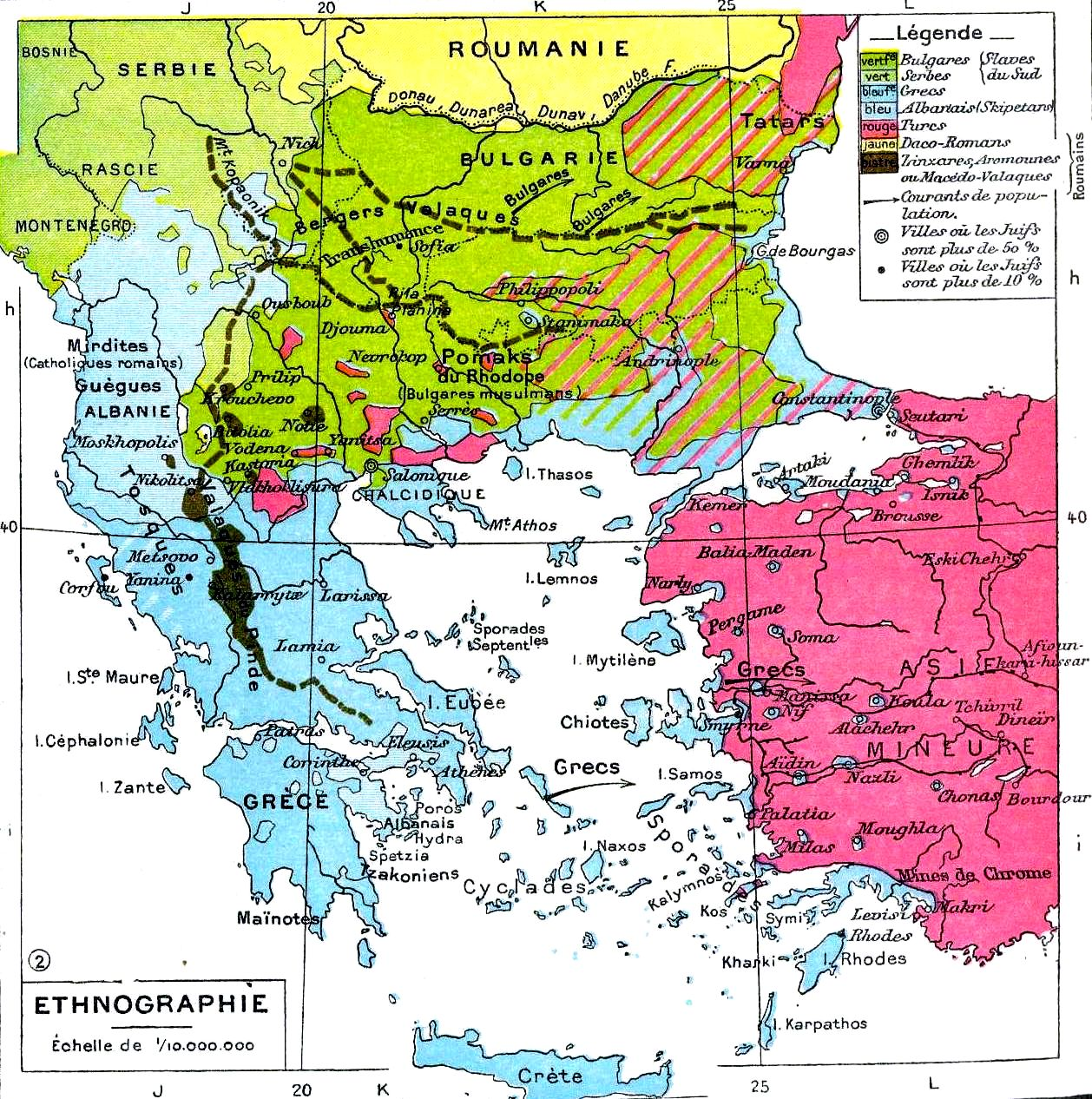
Harta etnică a Peninsulei Balcanice din 1899

Principalele etnii ale regiunii sunt grecii (10,8 milioane), turcii (9,2 milioane în partea europeană a Turciei), sârbii (8,5 milioane), bulgarii (7 milioane), albanezii (6 milioane, din care 3,5 milioane în Albania), croații (4,5 milioane), bosniacii (2,4 milioane), macedonenii (1,4 milioane), muntenegrenii (0,265 milioane), maghiarii din fosta Iugoslavie 313.045. Dacă sunt incluse în regiune și România și Slovenia, mai pot fi numărați și românii (20 milioane) si slovenii (2 milioane). În toate țările balcanice trăiesc comunități mai mari sau mai mici de rromi. Alte minorități naționale lipsite de un stat propriu mai sunt: găgăuzii, sărăcăcianii și vlahii.
Principalele religii ale zonei sunt: creștinismul ortodox, catolicismul și islamul. Sunt practicate diferite tradiții locale pentru fiecare credință, fiecare țară ortodoxă având propria biserică națională autocefală.
Ortodoxia este religia majoritară în următoarele țări:
- Bulgaria,
- Grecia,
- Macedonia de Nord
- Muntenegru
- România,
- Serbia.

Catolicismul este religia principală în următoarele țări:
- Croația,
- Slovenia.

Islamul este religia principală în următoarele țări:
- Albania (astăzi doar o majoritate relativă)
- Bosnia și Herțegovina (majoritate relativă)
- Kosovo
- Turcia.

În următoarele țări sunt practicate mai multe religii:
- Albania: islam, ortodoxie (în sud), catolicism (în nord și vest);
- Bosnia și Herțegovina: islam, ortodoxie, catolicism;
- Kosovo: albanezii sunt predominant musulmani (dar și catolici), sârbii-ortodocși;
- Republica Macedonia de Nord: populația slavă este în cea mai mare parte ortodoxă, albanezii sunt, în principal, musulmani;
- Serbia: predomină sârbii ortodocși; în regiunea "Sangeac" (Sandzak) predomină sârbii musulmani, în Voivodina trăiesc minorități de catolici (unguri, slovaci, croați).

## Vezi, de asemenea
- Balcanii de Vest
- Istoria Balcanilor
  - Regiuni istorice ale Peninsulei Balcanice
  - Războaiele balcanice
- Limbile balcanice
- Balcanizare
- Orient Express
- Muzica Europei de sud-est